# Christopher Cross (álbum)
Christopher Cross é o álbum de estreia de Christopher Cross, lançado em 1979. Gravado durante a metade de 1979, foi um dos primeiros álbuns gravados de forma totalmente digital, utilizando o sistema de gravação digital da 3M. Em 1981, ele venceu o Grammy Award para álbum do ano, superando The Wall do Pink Floyd e é lembrado por ser um dos mais influentes álbuns de soft rock das décadas de 1970 e 1980.

## Faixas
Todas as faixas foram compostas por Christopher Cross.
1. "Say You'll Be Mine" – 2:53
2. "I Really Don't Know Anymore" – 3:49
3. "Spinning" (dueto com Valerie Carter) – 3:59
4. "Never Be the Same" – 4:40
5. "Poor Shirley" – 4:20
6. "Ride Like the Wind" – 4:30
7. "The Light Is On" – 4:07
8. "Sailing" – 4:14
9. "Minstrel Gigolo" – 6:00